# Enchère à un sou
Une enchère à un sou (en anglais, bidding fee auction ou penny auction) est un type d’enchère où tous les participants paient. Chaque participant doit payer un montant non remboursable (par exemple, un dollar) pour proposer un léger incrément à la mise (par exemple, pour augmenter la mise de 1 sou). À la fin du temps alloué à l’enchère, le dernier participant à avoir augmenté la mise gagne et doit payer la mise pour prendre possession de l'objet proposé. La mise est habituellement beaucoup plus basse que la valeur de l’objet.
Le vendeur reçoit en revenus les montants payés pour faire les mises et le montant de la mise finale payé par le gagnant.
Plusieurs sites Web offrent ce type d'enchère.

## Fonctionnement
Les participants doivent acheter des jetons non remboursables pour faire des mises. Les jetons coutent entre 10 sous américains et 2 dollars américains dépendant de l’enchère et du nombre de jetons achetés. Chaque mise sur un article lors de l’enchère augmente le prix de l’article d’un montant minime (par exemple, 1 sou) et augmente la durée de l’enchère de quelques secondes. À la fin de l’enchère, le participant qui a placé la dernière mise obtient l’article convoité en payant le prix de l’article à ce moment.
Ce type d’enchère emploie une stratégie du bord de l’abîme : chaque mise réduit la valeur de la récompense (la valeur de la récompense est la différence entre la valeur de l’article et le prix payé pour l’acquérir) et le dernier participant à faire une mise remporte la récompense.
À la fin de l’enchère, le vendeur reçoit en revenus les montants payés pour faire les mises et le prix de l’article payé par le gagnant.
Après la conclusion d’une enchère, certains sites d’enchère à un sou permettent aux participants d’acquérir un article mis aux enchères au prix de vente courant en utilisant l’argent qu’ils ont dépensé pour faire des mises comme paiement partiel de l’article convoité. Cette option permet aux perdants de récupérer leurs pertes tout en acquérant l’article convoité à un prix raisonnable. Par contre, le prix de détail exigé est souvent dans le haut de la fourchette des prix réels exigés en magasin.

## Mises en garde
Ce type d’enchère se rapproche plus d’une loterie que d’une enchère classique parce qu’il y a beaucoup plus de perdants que de gagnants. Certains participants à ces enchères ont perdu des sommes d'argent considérables et ont développé une addiction à ce type de jeu.
Comme des participants peuvent dépenser beaucoup d’argent sans mettre la main sur l’objet convoité, nombre de blogues et d’articles critiquent ce type d’activité,,,, Un programmeur, Andy Garcia, et un diplômé en économie, Rupert Elder, ont tenté de développer des stratégies pour avoir du succès à ce genre d’enchère et ils ont abandonné sans avoir acquis un seul article .
Ce type de jeu de hasard est particulièrement trompeur parce que le gagnant obtient un article à un prix largement inférieur à la valeur de l’objet, par exemple un ordinateur de 1000 $ peut être acquis pour 35 $. De plus, les participants ont l’impression qu’ils peuvent développer une stratégie pour vaincre les autres participants et obtenir les objets mis en vente. Par contre, un petit calcul montre que, lorsqu’un ordinateur de 1000 $ se vend 35 $, les participants ont dû dépenser 3500 $ en mise avant que l’objet ne soit alloué : les participants ont donc dépensé une somme d’argent largement supérieure à la valeur de l’objet. Pour ce qui est de la stratégie du jeu, il n’en existe pas comme pour tous les autres jeux de hasard.
Si, malgré les mises en garde précédentes, vous voulez tout de même participer à ce type d’enchère, voici quelques conseils pour ne pas vous faire trop arnaquer et réduire vos pertes :
- Avant de commencer, fixez-vous un montant maximum que vous dépenserez et arrêtez de jouer lorsque vous atteignez ce montant. Surtout, ne vous fixez pas un nouveau maximum après avoir dépensé le maximum fixé préalablement dans le but de récupérer vos pertes. C’est un chemin direct vers l'addiction et la ruine !
- Vérifiez la réputation du site sur lequel vous voulez jouer en entrant le nom du site dans un moteur de recherche, puis en lisant les commentaires des utilisateurs du site. Fuyez les sites critiqués par leurs utilisateurs.
- Préférez les sites qui permettent d'utiliser le montant perdu aux enchères pour acheter le produit au plein prix.
- Comme des sites ferment régulièrement leurs portes, n'achetez pas trop de jetons à l'avance.
- Surveillez vos relevés de carte de crédit, car certains sites chargent des frais cachés comme des frais d’ouverture de compte.
- Plaignez-vous auprès des groupes de protection des consommateurs, des journaux et des forums de discussion si vous êtes victime de pratiques déloyales pour que ces organismes puissent informer les autres consommateurs et pour que les autorités compétentes puissent intervenir contre les sites malhonnêtes.

## Concurrence
La concurrence est très grande dans le domaine des sites d'enchères à un sou parce que les barrières à l'entrée sont inexistantes. En effet, n'importe qui peut se lancer en affaires en achetant un programme tout fait pour moins de 1 000 dollars. La facilité de mettre un site en fonction a attiré plusieurs entrepreneurs dans le marché, mais la multiplicité de l'offre a causé la faillite de plusieurs sites.